# 计量经济学
计量经济学（英語：Econometrics），又译经济计量学，是以数理经济学和数理统计学为方法论基础，对于经济问题，试图以理论上的数量接近和经验（实证研究）上的数量接近这两者进行综合，而产生的经济学分支。
传统的经济学研究通过观察经济现象、建立经济模型，来分析单个或多个经济变量与其他经济变量之间的相互关系，这种研究方法的局限在于，很难对经济现象进行量化分析，而计量经济学的产生，使得经济学对于经济现象从以往的定性研究，扩展到同时可以进行定量研究的新阶段。
「计量」的意思是「以統計方法做定量研究」，「量」字为名词，构成动宾结构，这从其英文metric的含义亦可看出（与数学名词“度量空间metric space”情况类似），所以「量」字應讀作「亮」（中國大陆《现代汉语辞典》2012年6月第6版“计量”条）。设若「计量」的「量」字读为「良」，则是两个动词词素的并列结构，含义略简。另如测智力的斯坦福一比奈智力量表（Stanford–Binet Intelligence Scale），按其内涵则应读「量」字为「良」，此亦可从英文scale的含义窥得。

## 计量经济学
计量经济学是结合经济理论与数理统计，并以实际经济数据作定量分析的一门学科。计量经济学以古典回归（Classical Regression）分析方法为出发点。依据数据形态分为：横截面数据回归分析（Regression Analysis with Cross-Sectional Data）、时间序列分析（Time Series analysis）、面板数据分析（Panel Data Analysis）等。依据模型假设的强弱分为：母數計量經濟學（Parametric Econometrics）、無母數計量經濟學（Nonparametric Econometrics）、半母數計量經濟學（Semiparametric Econometrics）等。

## 理论计量经济学和应用计量经济学
理论计量经济学（Theoretical Econometrics）以介绍、研究计量经济学的理论与方法为主要内容，侧重于理论与方法的数学证明与推导，与数理统计联系极为密切。理论计量经济学，除了介绍计量经济学模型的数学理论基础，和普遍应用的计量经济学模型的参数估计方法与检验方法外，还研究特殊模型的估计方法与检验模型。
应用计量经济学（Applied Econometrics）则以建立与应用计量经济学模型为主要内容，强调应用模型的经济学和经济统计学基础，侧重于建立与应用模型过程中实际问题的处理。

## 古典计量经济学
古典计量经济学，一般指1970年代以前发展并广泛应用的计量经济学；非古典计量经济学，則指該年代以后所发展的计量经济学理论、方法及应用模型，也称现代计量经济学。
古典計量經濟學具有显著的共同特征，如下：
- 模型类型：采用随机模型。
- 模型导向：以经济理论为导向建立模型。
- 模型结构：变量之间的关系表现为线性，或可以化为线性，属于因果分析模型，解释变量具有同等地位，模型具有明确的形式和参数。
- 数据类型：以时间序列数据或者截面数据为样本，被解释变量为服从正态分布的连续随机变量。
- 估计方法：仅利用样本信息，采用最小二乘法或者最大似然法估计变量。

## 计量经济学的研究数据類型
从时空维度来看，计量经济学中应用的数据分为三类：
- 横截面数据（Cross-sectional Data）
- 时间序列数据（Time-series Data）
- 面板数据(Panel data)或纵向数据。

横截面数据旨在歸納不同經濟行為者是否具有相似的行為關聯性，以模型參數估計結果顯現相關性；时间序列重點在分析同一經濟行為者不同時間的資料，以展現研究對象的動態行為。
新興計量經濟學研究開始切入同時具有横截面及时间序列的資料，換言之，每個橫截面都同時具有时间序列的觀測值，這種資料稱為追蹤資料（Panel data，或稱面板資料）。追蹤資料研究多個不同經濟體動態行為之差異，可以獲得較單純橫截面或时间序列分析更豐富的實證結論。例如諾貝爾經濟學獎得主克萊夫·格蘭傑指出，在迴歸模型中對一組檢驗進行詮釋，進而揭示因果關係是可行的，其所提出的格蘭傑因果關係檢定不只在經濟學上使用，也廣受實證社會科學援用，以強化迴歸分析的說明力，提出更精緻的因果關係論述。

## 计量经济学软件
| - EViews - Gretl - MATLAB以及Econometrics工具箱 - OxMetrics | - SHAZAM - Stata - TSP | - PSPP - RATS | - SAS - SPSS - Comparison of statistical packages - R - Python - Julia编程语言 |